# Chorisodontium mittenii
Chorisodontium mittenii är en bladmossart som beskrevs av Brotherus 1924. Chorisodontium mittenii ingår i släktet Chorisodontium och familjen Dicranaceae. Inga underarter finns listade i Catalogue of Life.